# Charles Chenu
Pour les articles homonymes, voir Chenu (homonymie).
Charles-Alphonse Chenu (1er mars 1855 à Paris - 23 janvier 1933 à Paris), est un avocat et écrivain français, bâtonnier du barreau de Paris de 1905 à 1907.

## Biographie
Avocat à la Cour d'appel de Paris, il est bâtonnier du barreau de Paris de 1905 à 1907. Il épouse Jeanne Poupinel, artiste-peintre, fille du maire de Saint-Arnoult-en-Yvelines, Jules Poupinel.
Il fut entre autres l'avocat d'Edmond Magnier, de la veuve du commandant Henry, des héritiers Goncourt, de la romancière Gyp, de Maria Daurignac...
D'opinions très conservatrices et avocat de la famille Calmette dans le procès contre Mme Caillaux, il entretenait de très mauvaises relations avec Joseph Caillaux, et ne cessa de tenter de démontrer qu'il avait armé sa femme Henriette pour assassiner Gaston Calmette.
En mai 1920, il est nommé membre du comité directeur de la Ligue des patriotes présidée par Maurice Barrès.
Il est commandeur de la Légion d'honneur.
Son fils Charles-Maurice CHENU est avocat à la cour d'appel de Paris et auteur (Totoche, journal d'un chien à bord d'un tank (1918), En canoë (1928), ...)

## Principales affaires
- Affaire Henry - Reinach : avocat de Mme veuve Henry
- Affaire Caillaux : avocat de la partie civile

## Publications
- Éloge de Duvergier (1880).
- L'affaire Henry-Reinach devant le Tribunal de la Seine (1902)
- Un placement de père de famille, ceux qui l'attaquent, ceux qui le défendent (1913)
- De l'arrière à l'avant : chronique de la guerre (octobre 1914-décembre 1915) (1916) disponible en ligne sur Gallica site de la Bibliothèque nationale de France ainsi qu'au format de livre électronique ePub
- Le barreau de Paris pendant la guerre (1916)

### Sources
- Albert Naud, Éloge de M. le bâtonnier Charles Chenu, 1936